# ISO 3166-2:MD
Die Liste der ISO-3166-2-Codes für die Republik Moldau enthält die Codes für die autonome Region Gagausien, die Region Transnistrien, die 32 Rajone und drei Städte.

Die Codes bestehen aus zwei Teilen, die durch einen Bindestrich voneinander getrennt sind. Der erste Teil gibt den Landescode gemäß ISO 3166-1 (für die Republik Moldau MD), der zweite den Code für die Region, Stadt, oder Rajon wieder.
Die aktuellen Codes stehen auf der Seite der ISO unter #iso:code:3166:MD zur Verfügung.

## Codes

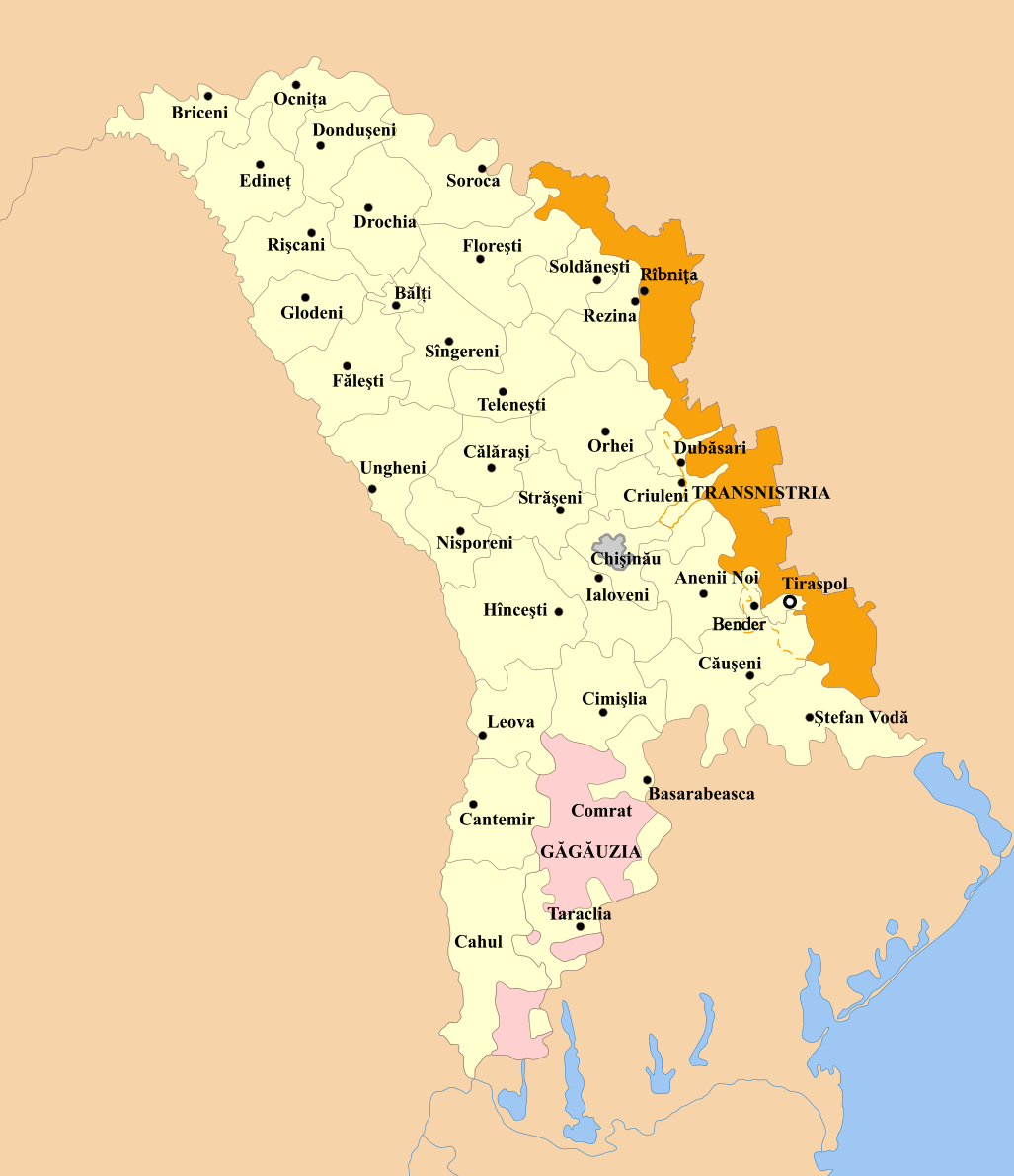
Aktuelle Verwaltungsgliederung

| Autonome territoriale Einheit    | Code  |
| -------------------------------- | ----- |
| Gagausien (Găgăuzia)             | MD-GA |
| Stadt                            | Code  |
| Bălți                            | MD-BA |
| Bender                           | MD-BD |
| Chișinău                         | MD-CU |
| Rajon                            | Code  |
| Anenii Noi                       | MD-AN |
| Basarabeasca                     | MD-BS |
| Briceni                          | MD-BR |
| Cahul                            | MD-CA |
| Cantemir                         | MD-CT |
| Călărași                         | MD-CL |
| Căușeni                          | MD-CS |
| Cimișlia                         | MD-CM |
| Criuleni                         | MD-CR |
| Dondușeni                        | MD-DO |
| Drochia                          | MD-DR |
| Dubăsari                         | MD-DU |
| Edineț                           | MD-ED |
| Fălești                          | MD-FA |
| Florești                         | MD-FL |
| Glodeni                          | MD-GL |
| Hîncești                         | MD-HI |
| Ialoveni                         | MD-IA |
| Leova                            | MD-LE |
| Nisporeni                        | MD-NI |
| Ocnița                           | MD-OC |
| Orhei                            | MD-OR |
| Rezina                           | MD-RE |
| Rîșcani                          | MD-RI |
| Sîngerei                         | MD-SI |
| Soroca                           | MD-SO |
| Strășeni                         | MD-ST |
| Șoldănești                       | MD-SD |
| Ștefan Vodă                      | MD-SV |
| Taraclia                         | MD-TA |
| Telenești                        | MD-TE |
| Ungheni                          | MD-UN |
| Territoriale Einheit             | Code  |
| Transnistrien (Stînga Nistrului) | MD-SN |

## Codes von 1998 bis 2010

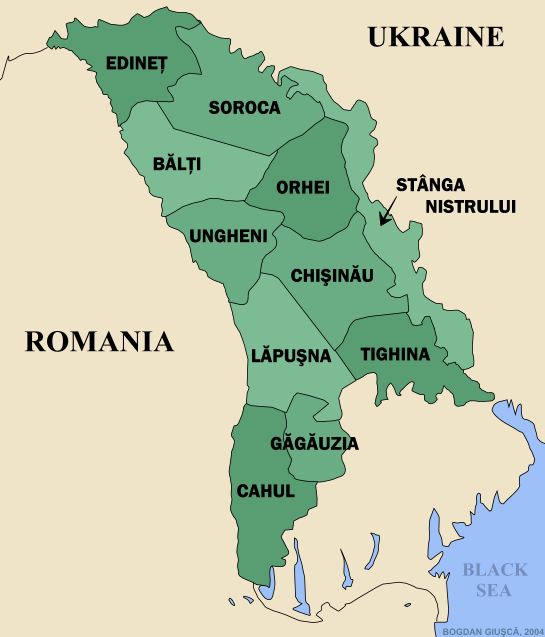
Verwaltungsgliederung Moldaus 1998 bis 2003

| Autonome Region                  | Code  |
| -------------------------------- | ----- |
| Gagausien (Găgăuzia)             | MD-GA |
| Stadt                            | Code  |
| Chișinău                         | MD-CU |
| Bezirk                           | Code  |
| Bălți                            | MD-BA |
| Cahul                            | MD-CA |
| Chișinău                         | MD-CH |
| Edineț                           | MD-ED |
| Lăpușna                          | MD-LA |
| Orhei                            | MD-OR |
| Soroca                           | MD-SO |
| Taraclia                         | MD-TA |
| Tighina                          | MD-TI |
| Ungheni                          | MD-UN |
| Region                           | Code  |
| Transnistrien (Stînga Nistrului) | MD-SN |